# Culicoides aureus
Culicoides aureus är en tvåvingeart som beskrevs av Ortiz 1951. Culicoides aureus ingår i släktet Culicoides och familjen svidknott. Inga underarter finns listade i Catalogue of Life.